# ساختمان دادگستری زاهدان
ساختمان دادگستری مربوط به دوره معاصر است و در زاهدان، تقاطع خیابان امام خمینی و خیابان آیت‌الله کفعمی واقع شده و این اثر در تاریخ ۲۰ مهر ۱۳۷۶ با شمارهٔ ثبت ۱۹۱۷ به‌عنوان یکی از آثار ملی ایران به ثبت رسیده است.